# Lasioglossum centesimum
Lasioglossum centesimum är en biart som först beskrevs av Blüthgen 1924.  Lasioglossum centesimum ingår i släktet smalbin, och familjen vägbin. Inga underarter finns listade i Catalogue of Life.